# Васюшкин, Александр Геннадьевич
Александр Геннадьевич Васюшкин (28 января 1945 — 25 декабря 2010, Москва, Россия) — советский боксёр тяжеловес, чемпион и призёр чемпионатов СССР, мастер спорта СССР международного класса. Судья международной категории.

## Биография
Выступал за ЦСКА. Чемпион СССР по боксу в тяжелом весе 1968, 1969 года. Обладатель кубка Европы. Четырёхкратный призёр чемпионатов СССР. Девятикратный чемпион Вооруженных сил СССР. По окончании карьеры боксера, продолжал работать судьей. В последние годы — на турнирах по профессиональному боксу.
Снялся в фильмах: «Неваляшка» (2007, рефери на ринге) и в эпизоде ленты «Просто ужас!».
Похоронен на Ваганьковском кладбище в Москве, секция 29 закрытого колумбария.

## Спортивные результаты
- Чемпионат СССР по боксу 1966 года — ;
- Чемпионат СССР по боксу 1968 года — ;
- Чемпионат СССР по боксу 1969 года — ;
- Чемпионат СССР по боксу 1970 года — ;
- Чемпионат СССР по боксу 1971 года — ;
- Чемпионат СССР по боксу 1972 года — ;